# Big Ten Conference

Big Ten logo

Big Ten Conference (potocznie Big Ten) - jedna z konferencji systemu amerykańskich międzyuczelnianych rozgrywek sportowych NCAA, należąca do najwyższej klasy rozgrywkowej, NCAA Division I. Choć formalnie ma charakter wyłącznie sportowy, często jej nazwy używa się także w innych kontekstach, mając na myśli po prostu grupę złożoną z należących do Big Ten uczelni. Podobnie zresztą dzieje się z niektórymi innymi konferencjami NCAA, z których najsłynniejszą jest Ivy League.
Konferencja powstała w 1896, zaś pod obecną nazwą znana jest od 1917 roku. W latach 1946–49 liczyła dziewięć uczelni, a od 1990 do dziś ma jedenastu członków. Zmiany te nie wpłynęły jednak na jej nazwę, choć obecnie liczba 12 znajduje się w logo konferencji. Uczelnie Big Ten są rozsiane w ośmiu stanach w północno-wschodniej części USA. Po dwie uczelnie znajdują się w stanach Indiana i Michigan. Po jednym przedstawicielu mają w konferencji Minnesota, Wisconsin, Illinois, Ohio, Pensylwania, Iowa i Nebraska. Jedenaście uczelni to uniwersytety publiczne, zaś jeden (Northwestern University) ma status świeckiego uniwersytetu prywatnego. Biura konferencji zlokalizowane są w Rosemont w stanie Illinois, na przedmieściach Chicago. 
Big Ten była pierwszą konferencją NCAA, która uruchomiła własny kanał telewizyjny, Big Ten Network. Jego mniejszościowym udziałowcem jest Fox Broadcasting Company. Stacja dostępna jest w przekazie satelitarnym i w sieciach kablowych. 

## Uczelnie członkowskie

Położenie uczelni członkowskich na mapie

| Uniwersytet                                        | Nazwa drużyny   | Data dołączenia | Kolory drużyny |
| -------------------------------------------------- | --------------- | --------------- | -------------- |
| University of Illinois Urbana-Champaign (Illinois) | Fighting Illini | 1896            | [ 1 ]          |
| Indiana University Bloomington (Indiana)           | Hoosiers        | 1899            | [ 2 ]          |
| University of Iowa                                 | Hawkeyes        | 1899            | [ 3 ]          |
| University of Maryland, College Park               | Terrapins       | 2014            | [ 4 ]          |
| University of Michigan                             | Wolverines      | 1896            | [ 5 ]          |
| Michigan State University                          | Spartans        | 1950            | [ 6 ]          |
| University of Minnesota, Twin Cities (Minnesota)   | Golden Gophers  | 1896            | [ 7 ]          |
| University of Nebraska–Lincoln (Nebraska)          | Cornhuskers     | 2011            | [ 8 ]          |
| Northwestern University                            | Wildcats        | 1896            | [ 9 ]          |
| Ohio State University                              | Buckeyes        | 1912            | [ 10 ]         |
| University of Oregon                               | Ducks           | 2024            | [ 11 ]         |
| Pennsylvania State University                      | Nittany Lions   | 1990            | [ 12 ]         |
| Purdue University                                  | Boilermakers    | 1896            | [ 13 ]         |
| Rutgers University                                 | Scarlet Knights | 2014            | [ 14 ]         |
| University of California, Los Angeles (UCLA)       | Bruins          | 2024            | [ 15 ]         |
| University of Southern California (USC)            | Trojans         | 2024            | [ 16 ]         |
| University of Washington                           | Huskies         | 2024            | [ 17 ]         |
| University of Wisconsin–Madison                    | Badgers         | 1896            | [ 18 ]         |

## Dyscypliny
W sezonie 2024/25 konferencja organizuje zawody w następujących dyscyplinach sportu:
- biegi przełajowe mężczyzn i kobiet
- hokej na trawie kobiet
- piłka nożna mężczyzn i kobiet
- futbol amerykański mężczyzn
- siatkówka kobiet
- pływanie i nurkowanie mężczyzn i kobiet
- halowa lekkoatletyka mężczyzn i kobiet
- lekkoatletyka na świeżym powietrzu mężczyzn i kobiet
- koszykówka mężczyzn i kobiet
- hokej na lodzie mężczyzn
- gimnastyka sportowa mężczyzn i kobiet
- golf mężczyzn i kobiet
- zapasy mężczyzn
- lacrosse mężczyzn i kobiet
- tenis mężczyzn i kobiet
- wioślarstwo kobiet
- baseball mężczyzn
- softball kobiet

## Największe obiekty

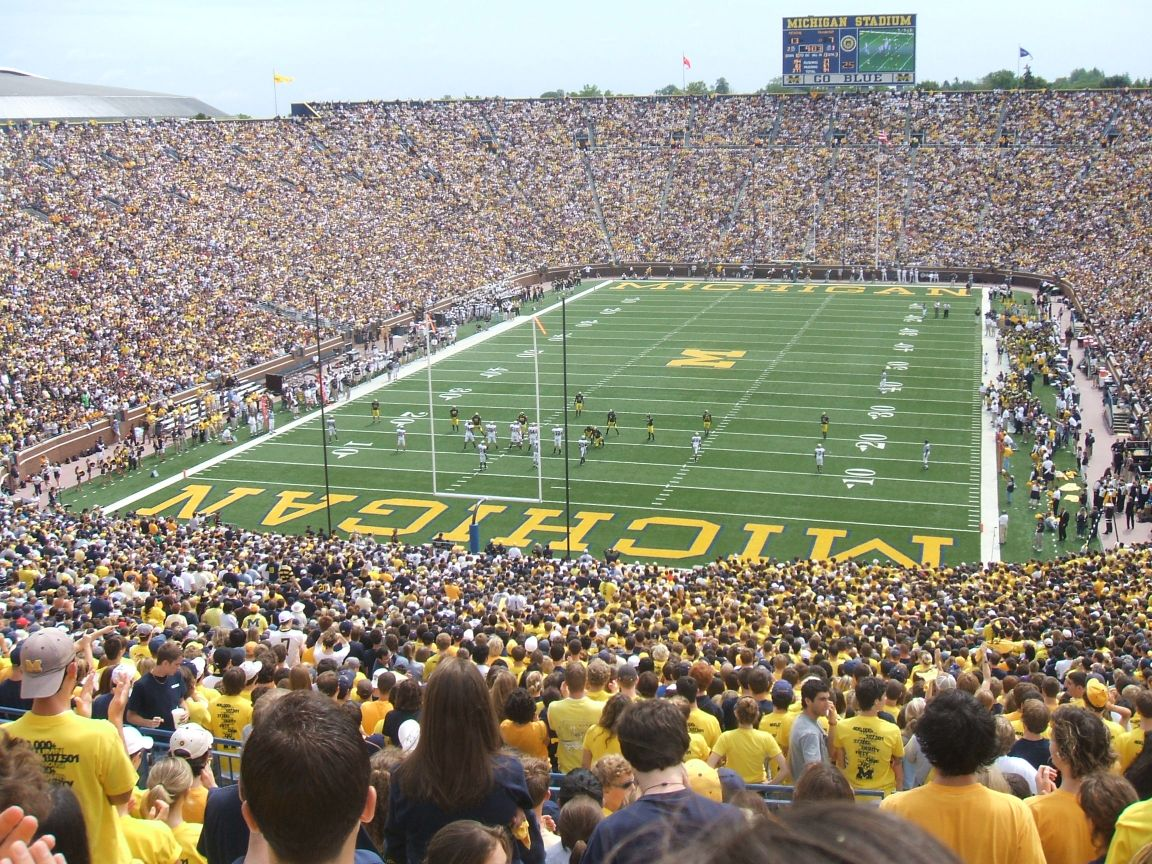
Michigan Stadium, największy obiekt konferencji

Konferencja jest jedyną w NCAA Division I, w której drużyny futbolu amerykańskiego rozgrywają swoje mecze na aż trzech stadionach liczących powyżej 100 000 miejsc na trybunach. Są to Michigan Stadium w Ann Arbor (University of Michigan), Beaver Stadium w University Park (Pennsylvania State University) oraz Ohio Stadium w Columbus (Ohio State University). Największą halą sportową w konferencji jest Value City Arena o pojemności ponad 19 tysięcy osób (Ohio State University). Największym stadionem baseballowym dysponuje Pennsylvania State University, gdzie na tego typu obiekt wchodzi prawie 5,5 tysiąca widzów.